# アッシュル・ラビ2世
アッシュル・ラビ2世（Aššur-rabi II、maš-šur-GAL-bi、「（神）アッシュルは偉大なり」）はアッシリアの王。前1013年から前972年にかけて在位した。長期（41年間）にわたって王位にあり、最も長い在位期間を持つアッシリア君主の1人であるにもかかわらず、詳細はよくわかっていない。

## 来歴
彼はアッシリア王アッシュル・ナツィルパル1世の年少の息子であった。甥のアッシュル・ニラリ4世の6年間という短い統治期間を経て王となった。もしアッシュル・ラビ2世の即位がそれまでアッシリアで繰り返されたおじによる甥の地位の簒奪と同じような状況で行われたのであれば、それは暴力的な処置によって実現したものであったであろう。『アッシリア王名表』には、彼の王位継承と系譜が記録されているが、それ以外の情報はない。ニネヴェのイシュタル神殿の一部として彼がBit-nathiを建設したことが、後の王アッシュル・ナツィルパル2世（アッシュル・ナツィル・アプリ2世、在位：前883年-前859年）の修復工事の際に彼自身の事業を記念して捧げられた円錐形の粘土釘の中で触れられている。
ユーフラテス川中流域にあったいくつものアッシリア人の居住地がアラム人によって失われた。彼らはユーフラテス川を渡り自律的なネットワークを構築する能力があり、アッシリアの中核地帯に侵入し始めていた。後世、シャルマネセル3世（シャルマヌ・アシャレド3世）は、アッシュル・ラビ2世の時代にAna-Aššur-utēr-aṣbat市（ピトゥル、恐らくTell Aushariye遺跡）とムトキヌ（Mutkinu）という2つの町がアラム人によって失われたことを語っている。この二つの町はもともとアッシュル・ラビ2世の時代の100年程前にティグラト・ピレセル1世（トゥクルティ・アピル・エシャラ1世）が占領して入植を行ったティル・バルシプのそばにあった。シャルマネセル3世の碑文の1つには「アッシリアの王アッシュル・ラビ（2世）の時、アラム（シリア）の王が[二つの町を]奪い取った。私はこれらの町を取り戻し、そこにアッシリア人を住まわせた。」とある。このアラムの王（šar4 KUR-a-ru-mu）が南シリアにあるゾバの王ハダドエゼルである可能性は低く、ハニガルバト、あるいはその周辺に居住していた北部アラム人の王であろう。シャディカンニ（Šadikanni）のシャングー（šangû、総督）ベル・エレシュ（Bel-ereš）のシリンダーの記録では、アッシュル・ラビ2世の権威はハブール川の遥か西方まで伸びていた。これは他の地域で描写されているアッシリアの後退と衰退という状況とは幾分矛盾したものである。
アッシュル・ラビ2世の治世はバビロンの王シンバル・シパク（在位：前1025年-前1008年）の時代からナブー・ムキン・アプリ（在位：前978年-前943年）の時代にまで跨っていたに違いないが、より正確な年代を割り出すことを可能とするような同時代の証拠史料は存在しない。『対照王名表（Synchronistic Kinglist）』はアッシュル・ラビ2世の同時代のバビロン王に僅か3か月しか在位しなかったシリクティ・シュカムナ（在位：前985年頃）をあてている。また、アッシュル・ラビ2世の治世半ばにあたるカシュシュ・ナディン・アヒ（在位：前1006年-前1004年）の下での深刻な飢饉が記録されている。この飢饉が恐らくアラム人の移住活動の根底にあった。
アッシュル・ラビ2世の跡はその息子が王位アッシュル・レシュ・イシ2世が跡を継いだ。彼の治世も曖昧跋扈としており、統治期間は5年間であった。

## 史料
1. ↑  Khorsabad Kinglist, IM 60017 (excavation nos.: DS 828, DS 32-54), iv 9.
2. ↑  Nassouhi Kinglist, Istanbul A. 116 (Assur 8836), iv 23.
3. ↑  SDAS Kinglist, IM 60484, iv 9.
4. ↑  RIMA 2 A.0.101.58:3' and copy RIMA 2 A.0.I01.65:3'.
5. ↑  RIMA 3 A.0.102.2 ii 37.
6. ↑  Synchronistic Kinglist, Ass 14616c (KAV 216), iii 7.